# Vashosszúfalu
Vashosszúfalu község Vas vármegyében, a Sárvári járásban.

## Fekvése
A Kemenesalján található.
A közvetlenül határos települések: észak felől Káld, északkelet felől Kissomlyó, kelet felől Duka, dél felől Bögöte, nyugat felől pedig Hosszúpereszteg.
Legkönnyebben a 8-as főút felől közelíthető meg, mintegy 1,5 kilométeres letéréssel. Központján, annak főutcájaként a 8437-es út húzódik végig, az köti össze az északi szomszédságában fekvő Kálddal is.
Vasútvonal ma nem érinti, az 1970-es évek közepéig azonban áthaladt rajta a Sárvár–Zalabér-Batyk-vasútvonal, amelynek egy megállási pontja is volt itt. Vashosszúfalu megállóhely állomásépülete ma is áll még (lakóházzá átalakítva), egykori őrházában ma kisbolt üzemel.

## Története
Első említése Huzyupereszteg (1332), amely a 15-16. században történt névcserével alakult át Hosszúfaluvá, amelyet a vármegye nevére utaló Vas előtaggal egészítettek ki 1907-ben.
Somlóvár tartozékaként az Anthimi, majd a Garai család birtokában volt. Később az Erdődyek, Choronok, Balassiak, Nádasdyak szerezték meg. A 18. században az Erdődyek vásárolták vissza és a jánosházai uradalomhoz csatolták. A török korban többször elhagyták, 1612-ben újra is kellett telepíteni.
Lakói az 1740-es években megtagadták a kilenced fizetését, ez zendüléshez vezetett, de sikerült elérni céljukat, földesuruk megadta a kilenced mentességet.
1768-ban Szent Vendel tiszteletére építették templomát.
1774-ben emeltek egy mezei oltárt (helyi megnevezésén kápolnát), mely a falu szélén áll, homlokzatán a korábbi felújítások évszámával (1890, 1987 és 2001). Benne provinciális Nepomuki Szent János-szoborral.
Szent Ódorfa (Ódorfa puszta), elpusztult középkori település helye a község határában. A 16. században két templomát is említik.

## Címerének leírása
Zöld színű doborpajzs középtengelyében, arany ekevas és csoroszlya között arany búzakalász látszik, felettük két heraldikai arany csillag lebeg. A pajzsot jobbról és balról szárukkal összefont zöld pálmalevelek övezik.

## Közélete

### Polgármesterei
- 1990–1994: Vass István (FKgP)[3]
- 1994–1998: Vass István (független)[4]
- 1998–2002: Vass István (független)[5]
- 2002–2006: Závár Ferencné (független)[6]
- 2006–2010: Závár Ferenc Lászlóné (független)[7]
- 2010–2014: Birkás György (független)[8]
- 2014–2019: Birkás György (független)[9]
- 2019–2024: Závár Ferencné (független)[10]
- 2024– : Doroszi László (független)[1]

## Népesség
A település népességének változása:
| Lakosok száma | 353  | 353  | 343  | 357  | 377  | 357  | 352  |
|               | 2013 | 2014 | 2015 | 2021 | 2022 | 2023 | 2024 |

A 2011-es népszámlálás során a lakosok 88,1%-a magyarnak, 1,7% németnek, 2,5% cigánynak, 0,3% bolgárnak, 0,3% ruszinnak mondta magát (11,6% nem nyilatkozott; a kettős identitások miatt a végösszeg nagyobb lehet 100%-nál). A vallási megoszlás a következő volt: római katolikus 76,2%, református 0,8%, evangélikus 1,7%, felekezet nélküli 1,7% (17,3% nem nyilatkozott).
2022-ben a lakosság 89,7%-a vallotta magát magyarnak, 3,4% németnek, 0,3% cigánynak, 0,3% horvátnak, 0,3% egyéb, nem hazai nemzetiségűnek (9% nem nyilatkozott; a kettős identitások miatt a végösszeg nagyobb lehet 100%-nál). Vallásuk szerint 59,4% volt római katolikus, 2,1% református, 1,9% evangélikus, 1,3% egyéb keresztény, 1,9% egyéb katolikus, 4,2% felekezeten kívüli (28,9% nem válaszolt).

## Nevezetességei
- Szent István-szobor